# 기미다니촌
기미다니촌(君谷村)은 일본 시마네현 오치군에 설치되었던 촌이다. 현재의 미사토정의 일부에 해당한다.